# Apellidos en Chile
Los apellidos en Chile tienen un predominante origen europeo en su frecuencia a nivel nacional, en su gran mayoría español en todas sus variantes (principalmente andaluz, castellano, vasco y extremeño), seguido muy de lejos por los de origen alemán, francés, británico e italiano. Al ser Chile un Estado laico, los apellidos de los recién nacidos son registrados por sus padres o tutores legales ante el Servicio de Registro Civil e Identificación, organismo público encargado de realizar las inscripciones de los nacimientos en el país. En dicho proceso, además de elegir libremente su nombre de pila (comúnmente dos), se le añaden los dos apellidos de los progenitores, al igual que en la mayoría de los países de Iberoamérica. Históricamente, el apellido del padre antecedía obligatoriamente al de la madre, situación que cambió con la Ley 21.334, más conocida como la Ley de Cambio del Orden de los Apellidos, promulgada por el presidente Sebastián Piñera en mayo de 2021, la cual permite a los padres decidir voluntariamente el apellido que va primero en el nombre de su hijo, pudiendo también todo ciudadano mayor de 18 años hacer el cambio en el orden de su apellidación una sola vez en su vida.

## Marco legal
Han existido diferentes normativas y leyes dentro de la legislación chilena para regular los aspectos vinculados al nombre de una persona, entre ellas destaca la Ley 4808 de 1930, conocida como la Reforma la ley sobre el Registro Civil y la Ley 17344 de 1970, que autoriza el cambio de nombres y apellidos en los casos que indica. El texto de estas normas legales fue refundido, coordinado y sistematizado en mayo de 2000.
El Código Civil de Chile define nombre y apellido en su modificación al Artículo 58 de 2021 (que añade los Artículos 58 bis y 58 ter), sumado a las modificaciones tras la publicación de la Ley de Matrimonio Igualitario ese mismo año:

Artículo 58 bis.- Nombre es el conjunto de palabras que sirve legalmente para identificar a una persona. Está formado por el nombre propio y por el o los apellidos con que haya sido individualizada en su respectiva inscripción de nacimiento.

Artículo 58 ter.- El primer apellido del o los progenitores se transmitirá a sus hijos, conforme el orden que, según los casos, se determine en aplicación de las reglas siguientes:
1. En la inscripción de nacimiento del primero de los hijos comunes, los progenitores determinarán, de común acuerdo, el orden de transmisión de sus respectivos primeros apellidos, que valdrá para todos sus hijos comunes. En caso de no manifestarse acuerdo al momento de inscribir al primero de los hijos comunes, se entenderá su voluntad de que el orden de los apellidos sea determinado mediante sorteo ante el Oficial del Registro Civil.
2. En toda inscripción de nacimiento en que al tiempo de la inscripción quede determinada la filiación del nacido respecto de ambos progenitores, el oficial del Registro Civil procederá según el orden de los apellidos fijado en la inscripción de nacimiento del primero de los hijos comunes de dichas personas; y si no tuvieren más hijos comunes, según el orden que se determine al practicarse la inscripción, de conformidad a lo dispuesto en la regla precedente.
3. En la inscripción de nacimiento de un hijo cuya filiación al tiempo de la inscripción quede determinada sólo respecto de uno de los progenitores, se inscribirá al nacido con el respectivo primer apellido de dicho progenitor. En este caso, cuando con posterioridad obrare determinación de la filiación no determinada al tiempo de la inscripción de nacimiento, si hubiere otro u otros hijos comunes de dichos progenitores, se estará al orden de los apellidos fijado en la inscripción de nacimiento del primero de sus hijos comunes. Si, por el contrario, no hubiere más hijos comunes de dichos progenitores, el primer apellido del progenitor que quedó determinado al momento de la inscripción de nacimiento antecederá al otro apellido, a menos que, no habiendo el hijo alcanzado la mayoría de edad, los progenitores manifiesten, de común acuerdo, su voluntad de que se proceda con el orden inverso.
Código Civil de Chile

Debido a que el Estado chileno no clasifica a sus ciudadanos por su etnia, para aquellos que quieren optar a instancias de participación ciudadana o beneficios estatales exclusivos para personas pertenecientes a los pueblos indígenas, los interesados deben acreditar su origen étnico mediante un «Certificado de Acreditación de Calidad Indígena», emitido por la Corporación Nacional de Desarrollo Indígena (CONADI). Para ello, es primordial que presenten certificados de nacimiento de sus ancestros hasta la tercera generación (bisabuelos), donde al menos uno de ellos tenga o haya tenido un apellido de origen amerindio perteneciente a las etnias originarias de Chile.

## Historia
Durante el Chile colonial se adoptó en el territorio del Reino de Chile el sistema de apellidación español, cuyo registro de los apellidos se llevaba a través de las actas de bautismo realizadas y almacenadas por la Iglesia católica, la única religión oficial del Imperio español durante todo ese periodo. De acuerdo al sistema de castas colonial español, ciertos apellidos se encontraban asociados a algunos grupos sociales de la aristocracia dentro de la colonia, donde se hacía una diferenciación entre los nacidos en la península ibérica, llamados comúnmente como «peninsulares», con los blancos nacidos en América, llamados «criollos», siendo un factor determinante a la hora de acceder a algunos privilegios, como la tenencia de tierras, cargos de poder y administrativos, rangos militares del alto mando, etc.
Luego de la independencia de Chile, con el establecimiento de la república, fueron abolidos en 1817 por mandato de Bernardo O'Higgins todos los títulos reales y nobiliarios asociados a ciertos apellidos de la nobleza chilena, quedando todos los ciudadanos en libertad e igualdad de condiciones, siendo a su vez estipulado en la Constitución Provisoria para el Estado de Chile de 1818 en su Artículo Primero. Anteriormente, solo se aseguraba la igualdad para los que eran «libres» en el Reglamento Constitucional Provisorio de 1812, excluyendo así a los esclavos que ya gozaban de la «libertad de vientres» desde el año anterior.
Para las parejas que contraen matrimonio en Chile o una unión civil, ambos contrayentes conservan sus nombres de nacimiento, por lo que no se aplica el concepto de «apellido de soltera» para las mujeres. En algunas situaciones, especialmente de carácter social y en desuso para asuntos legales, la mujer añade luego de su primer apellido el de su marido, sucedido por un «de» posesivo. Es decir, si María Pérez contrae matrimonio con Pedro González, sería María Pérez de González para esos propósitos. Mientras que para el caso de los hijos ilegítimos (o también conocidos como naturales), figura legal que existía para los hijos nacidos fuera del matrimonio y que fue derogada en 1998, la madre podía registrar a su hijo sin padre, repitiendo su apellido. 
Existen estudios de economía y ciencias sociales que han demostrado factores de diferenciación social y desigualdad de ingreso entre los distintos orígenes de los apellidos, en lo que respecta a la estratificación social por ascendencia en el país. La formación de una élite de la histórica aristocracia castellano-vasca en el siglo XIX, que se sumó a la mezcla de este grupo social con diferentes inmigrantes europeos durante el siglo XX que formaron una «pigmentocracia» muy común en todos los países de América Latina, pero que influyen también en la actualidad en las posiciones de privilegio y de altos ingresos asociados a apellidos de estos orígenes, en desmedro de los apellidos españoles más comunes o los pertenecientes a los pueblos indígenas de Chile.
En 2009, los diez apellidos más comunes en Chile eran los siguientes: González, Muñoz, Rojas, Díaz, Pérez, Soto, Contreras, Silva, Martínez y Sepúlveda. Cerca de 2,8 millones de chilenos tenía en este entonces uno o ambos de estos apellidos. Entre 2014 y 2023, los diez apellidos más comunes fueron: González, Muñoz, Rojas, Díaz, Pérez, Contreras, Soto, Silva, Morales y Flores. El primer registro del apellido González en Chile se remonta a 1598, mientras que Muñoz data de 1590 y Rojas de 1548.